# 割草人
《割草人》是一部由史蒂芬·金於1975年所著的短篇小說，當時發佈在 Cavalier雜誌上，後來收錄在短篇小說集《有時候，他們會回來》內，於1981年被漫威漫畫改编成一集的單元漫畫，1992年又被改编成同名電影，由皮雅斯·布士南主演，但由於改编幅度太大，史蒂芬·金拒絕承認此電影為改编作品。

## 故事簡介
哈洛德透過仲介公司請了一名割草工回來協助割草，他自己則休息午睡。哈洛德被突如其來的聲音吵醒，發現割草人脫光了衣服，用口割草，並吞食了一隻鼴鼠，嚇得哈洛德昏過去。哈洛德醒後，割草人約無其事地與哈洛德談天，哈洛德於是報警指家中有人露體，割草人於是用割草機把哈洛德碎屍。